# Schalk Burger
Schalk Willem Petrus Burger jr. (Port Elizabeth, 13 aprile 1983) è un rugbista a 15 sudafricano, di ruolo terza linea e campione del mondo nel 2007 con gli Springbok.

## Biografia
Figlio di rugbista (suo padre, Schalk Burger sr., fu internazionale per il Sudafrica negli anni ottanta), Burger iniziò a giocare rugby di club in Currie Cup nel Western Province.
Nel 2004 esordì nella franchise afferente a tale club, gli Stormers, con cui disputò il primo incontro di Super Rugby contro gli australiani Waratahs.
All'epoca aveva già esordito in Nazionale maggiore, nel corso della Coppa del Mondo di rugby 2003 a Sydney contro la Georgia.
Fece anche parte della selezione che si aggiudicò il Tri Nations 2004; il suo apporto a tale vittoria fu riconosciuto anche dagli osservatori internazionali che lo segnalarono per il premio di Giocatore dell'Anno 2004 dell'International Rugby Board, che si aggiudicò a fine stagione.
La sua carriera rischiò un brusco arresto quando, il 17 giugno 2006, durante un test match contro la Scozia a Port Elizabeth, si procurò la lesione di due vertebre del collo a causa dell'impatto violento della sua testa contro la schiena di un suo compagno di squadra; inizialmente asintomatico, l'infortunio manifestò i suoi effetti sul volo verso Città del Capo, procurando a Burger dolori in tutto il corpo e insensibilità alle braccia e alle mani; operato d'urgenza, si temette per la fine della sua attività, ma già dopo poco più di sei mesi e un intervento di consolidamento delle vertebre fu in grado di tornare in campo, e fu idoneo per la chiamata degli Springbok per la Coppa del Mondo di rugby 2007 in Francia.
In tale rassegna scese in campo 5 volte, compresa la finale vinta 15-6 contro l'Inghilterra grazie alla quale il Sudafrica si laureò campione del mondo.
Già convocato una prima volta nei Barbarians nel 2004, Burger giocò ancora per il club a inviti nel 2008 e 2009.
Nel 2013, a seguito di un intervento chirurgico per la rimozione di una cisti spinale, contrasse una forma di meningite batterica che lo costrinse a una lunga interruzione dell'attività.
Nel 2014 firmò un contratto per due stagioni al club giapponese del Suntory Sungoliath pur mantenendo il contratto con gli Stormers e la federazione sudafricana, e quindi idoneo a giocare la Coppa del Mondo di rugby 2015 alla quale la squadra giunse terza dopo la sconfitta in semifinale contro la Nuova Zelanda.

## Palmarès
- Currie Cup: 1
Western Province: 2012
- Champions Cup: 2
Saracens: 2016-17, 2018-19
- Premiership: 2
Saracens: 2017-18, 2018-19
- Coppe del mondo: 1
Sudafrica: 2007
- Rugby Championship: 2
Sudafrica: 2004, 2009